# Microphthalmus similis
Microphthalmus similis är en ringmaskart som beskrevs av Bobretzky 1870. Microphthalmus similis ingår i släktet Microphthalmus och familjen Hesionidae. Arten har ej påträffats i Sverige. Inga underarter finns listade i Catalogue of Life.